# 格罗讷河畔纳武尔
格罗讷河畔纳武尔（法語：Navour-sur-Grosne，法語發音：[navuʁ syʁ ɡʁon]）是法国索恩-卢瓦尔省的一个市镇，属于马孔区。该市镇于2019年由原市镇克莱曼、布朗东和格罗讷河畔蒙塔尼合并而成，行政中心位于克莱曼。

## 地名
格羅訥河（Grosne）是流经该市镇的一条河流，其为索恩河的右支流。“纳武尔”（Navour）是该市镇内一座山丘的名称，其位于布朗东。

## 地理
格罗讷河畔纳武尔（46°18'46"N, 4°34'53"E）面积22.76 平方千米，位于法国勃艮第-弗朗什-孔泰大區索恩-卢瓦尔省，该省份为法国中部省份，北起顺时针与科多尔省、汝拉省、安省、罗讷省、卢瓦尔省、阿列省和涅夫勒省接壤。
与格罗讷河畔纳武尔接壤的市镇（或旧市镇、城区）包括：圣塞西尔、布尔维兰、圣普安、特拉迈、特朗布利、栋皮埃尔莱索尔姆。
格罗讷河畔纳武尔的时区为UTC+01:00、UTC+02:00（夏令时）。

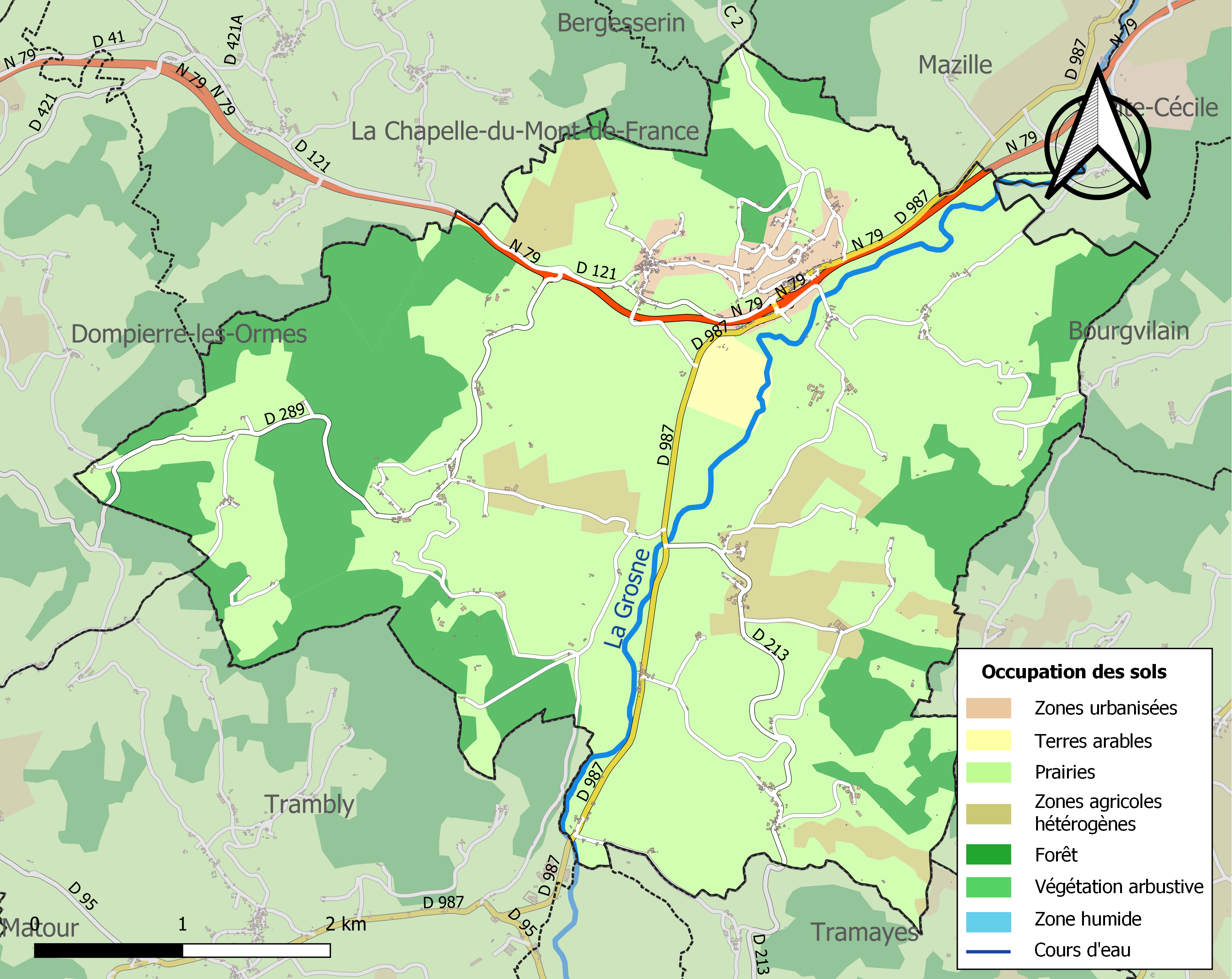
格罗讷河畔纳武尔的OSM定位图

## 行政
格罗讷河畔纳武尔的邮政编码为71520，INSEE市镇编码为71134。

## 政治
格罗讷河畔纳武尔所属的省级选区为拉沙佩勒德甘谢县。

## 人口
格罗讷河畔纳武尔于2022年1月1日时的人口数量为658人。